# Mapun
Mapun é um município de  quarta classe de renda municipal (d) na província Tawi-Tawi, nas Filipinas. De acordo com o censo de 1 de maio  de  2020 possui uma população de 30 038 pessoas e 4 928 domicílios.